# Pabellón

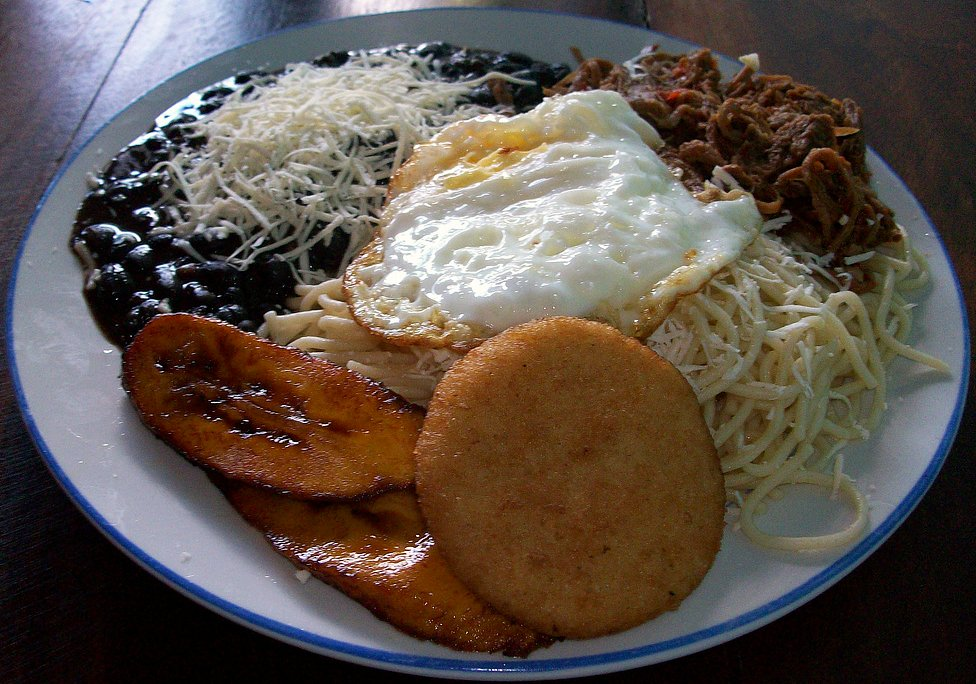

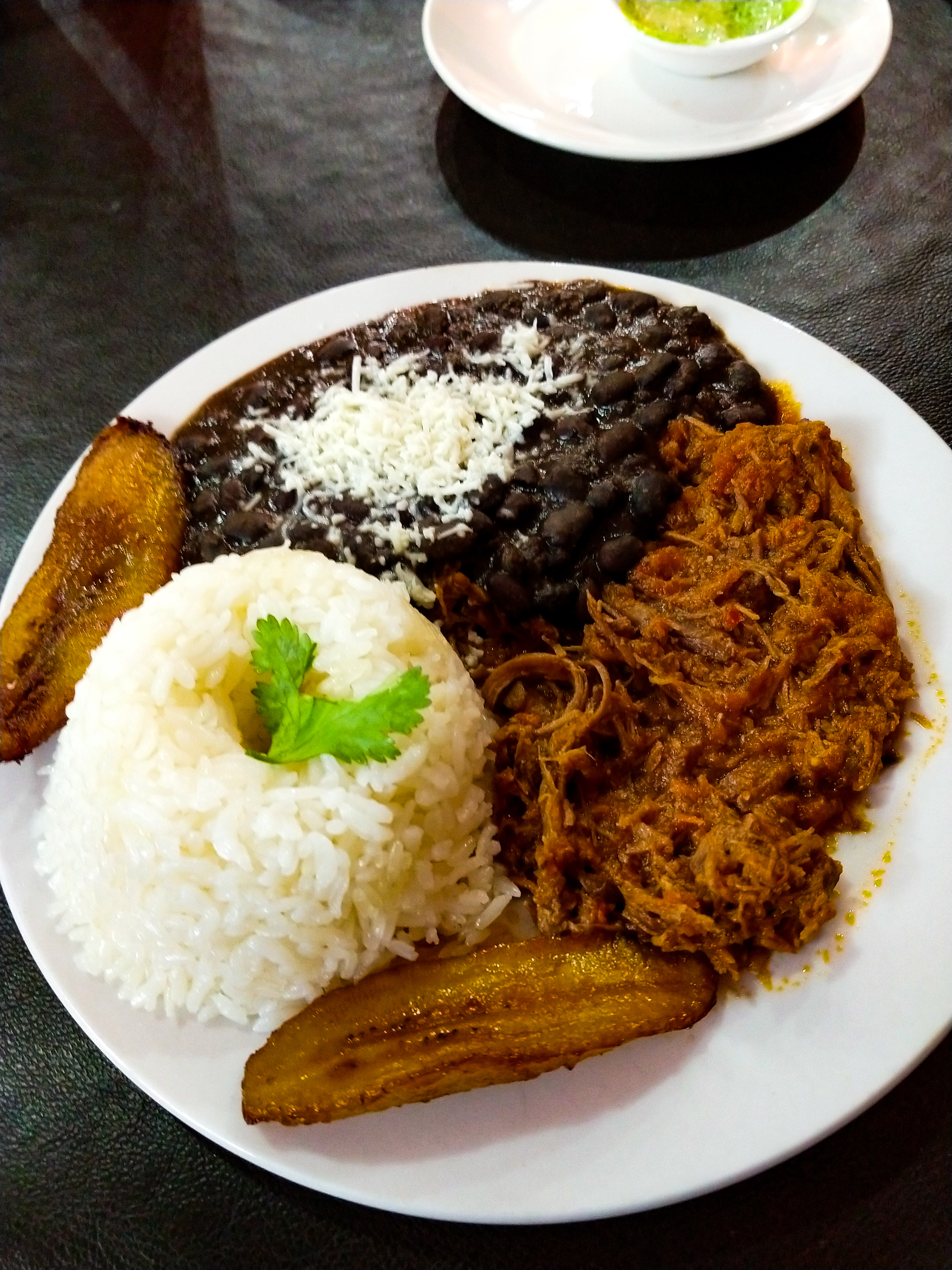
Fagioli neri con quello grattugiato, carne sminuzzata, fettine di banana e riso

Pabellón is een Venezolaans gerecht met rijst en bonen, zoals deze meer in de Caribbean wordt gevonden. Het wordt als het nationale gerecht van Venezuela gezien. Het gerecht bevat rijst, geschaafde stukjes rundvlees en zwarte bonen.
Soms wordt het gerecht geserveerd met een gebakken ei of plakken bakbanaan.